# Ghebala
Ghebala (în arabă غبالة) este o comună din provincia Jijel, Algeria.
Populația comunei este de 5.236 de locuitori (2008).